# Május 6.
Május 6. az év 126. (szökőévben 127.) napja a Gergely-naptár szerint. Az évből még 239 nap van hátra.
Névnapok: Frida, Ivett + Ditta, Eliz, Evetke, Federika, Friderika, Ida, Iduna, Ivetta, János, Judit, Jutka, Ovídiusz, Szavéta, Tamara, Tankréd, Zsóka

## Események

### Politikai események
- 1527 – „Sacco di Roma” : V. Károly német-római császár, spanyol király zsoldoshadserege, VII. Kelemen pápa ellen vonulva megrohanja és kifosztja Rómát.[1]
- 1615 – Bethlen Gábor erdélyi fejedelem és Mátyás német-római császár megkötik a nagyszombati békét. A császár biztosítja Erdély függetlenségét.[2]
- 1635 – Lósy Imre egri püspök egyházmegyei zsinatot tart Jászón.
- 1745 – A Jászkun Redempció (Redemptio): Mária Terézia magyar királynő aláírja a jászkunok kiváltságlevelét, ezzel a Jászkun-kerület (Jászság, Nagy- és Kiskunság) földje és népe szabad lett (a nádor joghatósága alá került). A jászkunok lehetőséget kaptak régi szabadságjogaik visszavásárlására.[3]
- 1859 – Párizsban Kossuth Lajos, Teleki László és Klapka György megalakítják a Magyar Nemzeti Igazgatóságot.
- 1932 – Egy orosz anarchista golyója halálra sebzi Paul Doumer francia államfőt.[4]
- 2002 – A holland LPF („Pim Fortuyn Listája”) nevű populista párt vezetőjét, Pim Fortuynt a választási kampány során egy baloldali aktivista meggyilkolja.
- 2023 – Megkoronázzák III. Károly brit királyt és hitvesét Kamilla királynét.

### Tudományos és gazdasági események
- 1635 – Pázmány Péter esztergomi érsek megalapítja a Nagyszombati Érseki Egyetemet.[5]
- 1840 – Az első postabélyeg, a „Penny Black” kiadása Angliában.

### Kulturális események
- 1948 – Budapesten megszűnik a lengyel–magyar kulturális kapcsolatok terén tevékenykedő Magyar Mickiewicz Társaság.

### Sportesemények
- 1875 – A Magyar Atlétikai Club a pesti Újépület udvarán megrendezi az első magyar atlétikai versenyt.*
- 2011 – Kemény Dénes szövetségi kapitány Amerikában bekerül a vizes sportok panteonjába, mivel az Úszó Hírességek Csarnokának tagjává avatják.

Formula–1
- 1984 –  San Marinó-i Nagydíj, Imola – Győztes: Alain Prost  (McLaren TAG Porsche Turbo)

### Egyéb események
- 1937– A New Jersey melletti Lakehurst-nél a hidrogénnel töltött Hindenburg léghajó, fedélzetén 72 utassal, leszálláshoz készülve kigyullad és porrá ég. Ez véget vet a német Zeppelin programnak, és a hidrogén-töltetű léghajózásnak is.
- 1976– Jogerősen kimondott halálos ítélete alapján kivégzik Horváth Géza őrmestert, az 1975. február 22-i gyékényesi lövöldözés elkövetőjét.
- 1976– Az észak-olaszországi Friuli területén, Gemona város körzetében 6,4-es erősségű földrengés pusztít, súlyos károkat okozva és 990 emberéletet kioltva.

## Születések
- 973 – II. Henrik német-római császár († 1024)
- 1758 – Maximilien de Robespierre francia ügyvéd, forradalmár († 1794)
- 1792 – Martin Ohm német matematikus, az aranymetszés szabály leírója, Georg Simon Ohm fivére († 1872)
- 1836 – Szkalnitzky Antal magyar műépítész († 1878)
- 1851 – Aristide Bruant francia kabaréénekes, színész, költő († 1925)
- 1856 – Sigmund Freud osztrák orvos, pszichiáter, neurológus († 1939)
- 1867 – Iványi-Grünwald Béla magyar festőművész († 1940)
- 1871 – Christian Morgenstern német költő († 1914)
- 1879 – Bedřich Hrozný cseh nyelvész, orientalista, régész, a hettita írás megfejtője, a hettitológia úttörője († 1952)
- 1899 – Billy Cotton (William Edward Cotton) brit autóversenyző († 1969)
- 1904 – Sir Max Edgar Lucien Mallowan brit régész, Leonard Woolley asszisztense, Agatha Christie férje († 1978)
- 1904 – Moshe Feldenkrais, a Feldenkrais-módszer megalapítója († 1984)
- 1906 – Antal János politikus, szociáldemokrata párti országgyűlési képviselő († ?)
- 1910 – Tatay Sándor Kossuth-díjas és József Attila-díjas magyar író († 1991)
- 1913 – Stewart Granger (er. James Lablache Stewart) angol filmszínész († 1993)
- 1913 – Dávid Gyula Kossuth-díjas magyar zeneszerző († 1977)
- 1915 – Orson Welles Oscar-díjas amerikai filmrendező, színész († 1985)
- 1919 – André Guelfi marokkói autóversenyző († 2016)
- 1919 – Gönczöl Anikó magyar színésznő
- 1924 – Szipál Márton (külföldön: Martin Szipál, művésznevén: Martin S. Martin) magyar-amerikai fotóművész († 2016)
- 1925 – Temessy Hédi magyar színésznő, érdemes művész († 2001)
- 1929 – Paul Lauterbur amerikai kémikus († 2007)
- 1931 – Mátyus Emmi magyar színésznő
- 1932 – Bolvári Antal magyar vízilabdázó, olimpiai bajnok († 2019)
- 1941 – Majoros Júlia magyar színésznő
- 1942 – Gergátz Elemér állatorvos, miniszter († 2019)
- 1944 – Albu Erzsébet magyar bábművész, színésznő
- 1949 – Korica Miklós vajdasági, szerb-magyar származású színész († 2013)
- 1952 – Christian Clavier francia színész (Jöttünk, láttunk, visszamennénk)
- 1953 – Tony Blair, Nagy-Britannia miniszterelnöke
- 1958 – Tommy Bryne (Thomas Byrne) ír autóversenyző
- 1960 – Anne Parillaud francia színésznő (Nikita), Jean-Michel Jarre egykori felesége
- 1961 – George Clooney kétszeres Oscar-díjas amerikai színész
- 1964 – Andrea Chiesa svájci autóversenyző
- 1971 – Kárpáti Norbert magyar színész
- 1976 – Szakál Miklós magyar műsorvezető
- 1977 – Kristof Beyens belga kerékpározó
- 1977 – Pataki Ferenc magyar színész
- 1977 – Gál Anikó biológus
- 1981 – Kocsis Máté magyar politikus, országgyűlési képviselő, polgármester
- 1982 – Dilshod Nazarov tádzsik kalapácsvető
- 1985 – Szalontai István magyar tornász
- 1986 – Tyler Hynes kanadai színész
- 1988 – Doreen Amata nigériai atléta
- 1989 – Dominika Cibulková szlovák teniszezőnő
- 1990 – Gulácsi Péter magyar labdarúgó
- 1991 – Radványi Péter, magyar jégkorongozó
- 2005 – ifj. Lisztes Krisztián, magyar labdarúgó
- 2019 – Archie Mountbatten-Windsor, Harry herceg és Meghan Markle gyermeke

## Halálozások
- 1190 – Friedrich von Hausen német minnesänger (* 1150 körül)
- 1579 – François de Montmorency, Montmorency hercege, Franciaország marsallja, a francia vallásháborúk mérsékelt katolikus (ún. „politikus”) pártjának vezetője (* 1530)
- 1859 – Alexander von Humboldt német tudós (* 1769)
- 1862 – Henry David Thoreau amerikai író, filozófus, a polgári engedetlenség filozófiai megalapozója (* 1817)
- 1873 – José Antonio Páez venezuelai katonatiszt, politikus (* 1790)
- 1882 – Asbóth Lajos honvéd tábornok, a Magyar Tudományos Akadémia levelező tagja (* 1803)
- 1910 – VII. Edward brit király (* 1841)
- 1941 – Maróti Géza műépítész, szobrász (* 1875)
- 1949 – Maurice Maeterlinck belga flamand származású irodalmi Nobel-díjas francia nyelvű drámaíró, költő, esszéíró (* 1862)
- 1952 – Maria Montessori olasz orvos, pedagógus és pszichológus (* 1870)
- 1956 – Fergus Anderson (Fergus Kinloch Anderson) brit autóversenyző (* 1909)
- 1960 – Ábrahám Pál operettszerző (* 1892)
- 1961 – Lucian Blaga román író, költő, filozófus (* 1895)
- 1963 – Kármán Tódor magyar gépészmérnök, az aerodinamika és az űrkutatás kiemelkedő alakja (* 1881)
- 1975 – Mindszenty József bíboros-hercegprímás, esztergomi érsek (* 1892)
- 1978 – Csalog József magyar régész, etnográfus, múzeumigazgató (* 1908)
- 1980 – Csergő János postafőigazgató, kohó- és gépipari miniszter (* 1920)
- 1983 – Ember Sándor magyar ügyvéd, sportrepülő, országgyűlési képviselő (* 1889)
- 1992 – Marlene Dietrich német színésznő, énekesnő (* 1901)
- 1997 – George Lynch amerikai autóversenyző (* 1918)
- 2001 – Nemere Zoltán kétszeres olimpiai bajnok vívó (* 1942)
- 2002 – Lakatos István magyar költő, műfordító, Baumgarten-, Kossuth- és József Attila-díjas (* 1927)
- 2007 – Gábor Tamás olimpiai bajnok párbajtőrvívó (* 1932)
- 2008 – Gencsy Sári magyar opera-énekesnő (* 1919)
- 2019 – John Lukacs Széchenyi-díjas magyar történész (* 1924)
- 2022 – Berki Krisztián magyar labdarúgó, influenszer (* 1980)

## Nemzeti ünnepek, emléknapok, világnapok
- A magyar sport napja annak emlékére, hogy 1875-ben e napon rendezte a Magyar Athletikai Club a kontinens első szabadtéri sportversenyét Budapesten. (2000 óta)
- A felelős állattartás napja Magyarországon.
- Szt. György napja (szerbül: Đurđevdan, Ћурћевдан; horvátul: Jurjevo, Đurđevo; görögül: Εντερλεζι; roma nyelven: Ederlezi). A szerb ortodox egyház egyik legfontosabb ünnepe, amelyet a Julianus-naptár szerint április 23-án, a Gergely-naptár szerint május 6-án ünnepelnek. Szent György az ortodox egyházak egyik legfontosabb szentje. Ünnepe a tavasz kezdetének hagyományos köszöntéséhez kapcsolódik. Ez a népi hagyomány falusias, de babonás is volt a régi időkben. Horvátország: Itt létezik a Szent György nap katolikus változata, melyet a Gregorián naptár szerint április 23-án ünnepelnek. Ezt a hagyományt Horvátország északi részén, Zágráb környékén tartják. A hagyomány szerint ez a tavasz első napja. Ederlezi, avagy a romák körében: Jugoszlávia roma nemzetiségű lakóinak is fontos ünnepe függetlenül attól, hogy ortodox vagy muszlim vallásúak-e. Ezt tartják a legfontosabb ünnepüknek, mellyel a tavasz érkezését üdvözlik. A roma đurđevdan hagyományai szerint otthonukat virágokkal és virágzó ágakkal díszítik a tavasz tiszteletére. Virágokkal dúsított fürdőt vesznek, és templomi kutakban mossák meg a kezüket. Egyesek az otthonuk falait is megmossák a vízzel. Az ünnep napján legtöbbször grillen elkészített bárányt vacsoráznak.

Szent Györgyről: A keresztény mitológia úgy tartja, hogy Szent György a hitéért vállalt mártírhalált. Ikonokon általában lóháton ábrázolják, amint éppen megöl egy sárkányt. A Đurđevdan az összes balti ortodox egyház (Horvátország, Bosznia stb.) ünnepe, de főleg Szerbiára és Montenegróra jellemző.
- Bulgária: a fegyveres erők napja